# Cardiff City Football Club 2024-2025
Questa voce raccoglie le informazioni riguardanti il Cardiff City Football Club nelle competizioni ufficiali della stagione 2024-2025.

## Maglie e sponsor
| Casa | Trasferta | Terza divisa |

Sponsor ufficiale: Visit Malaysia
Fornitore tecnico: New Balance

## Rosa
Aggiornata al 31 gennaio 2025.
| N. |                        | Ruolo | Calciatore       |
| -- | ---------------------- | ----- | ---------------- |
| 2  | Inghilterra (bandiera) | D     | Will Fish        |
| 4  | Grecia (bandiera)      | D     | Dīmītrīs Goutas  |
| 5  | Norvegia (bandiera)    | D     | Jesper Daland    |
| 6  | Inghilterra (bandiera) | C     | Ryan Wintle      |
| 7  | Paesi Bassi (bandiera) | C     | Anwar El Ghazi   |
| 8  | Inghilterra (bandiera) | C     | Joe Ralls        |
| 9  | Inghilterra (bandiera) | D     | Kion Etete       |
| 10 | Galles (bandiera)      | C     | Aaron Ramsey     |
| 11 | Irlanda (bandiera)     | C     | Callum O'Dowda   |
| 14 | Scozia (bandiera)      | C     | David Turnbull   |
| 15 | Norvegia (bandiera)    | C     | Sivert Mannsverk |
| 17 | Nigeria (bandiera)     | D     | Jamilu Collins   |
| 19 | Inghilterra (bandiera) | A     | Chris Willock    |
| 21 | Inghilterra (bandiera) | P     | Jak Alnwick      |

| N. |                           | Ruolo | Calciatore            |
| -- | ------------------------- | ----- | --------------------- |
| 22 | Costa d'Avorio (bandiera) | A     | Yakou Méïté           |
| 23 | Irlanda (bandiera)        | C     | Joel Bagan            |
| 25 | Galles (bandiera)         | C     | Kieron Evans          |
| 27 | Galles (bandiera)         | C     | Rubin Colwill         |
| 32 | Inghilterra (bandiera)    | C     | Ollie Tanner          |
| 33 | Giappone (bandiera)       | D     | Ryōtarō Tsunoda       |
| 34 | Stati Uniti (bandiera)    | P     | Ethan Horvath         |
| 37 | Inghilterra (bandiera)    | D     | Vontae Daley-Campbell |
| 38 | Inghilterra (bandiera)    | D     | Perry Ng              |
| 39 | Galles (bandiera)         | A     | Isaak Davies          |
| 47 | Irlanda (bandiera)        | C     | Callum Robinson       |